# Lake Waynoka
Lake Waynoka – jednostka osadnicza w Stanach Zjednoczonych, w stanie Ohio, w hrabstwie Brown.